# Хшчони (Маковський повіт)
Хшчони (пол. Chrzczony) — село в Польщі, у гміні Жевне Маковського повіту Мазовецького воєводства.
Населення — 190 осіб (2011).
У 1975-1998 роках село належало до Остроленцького воєводства.

## Демографія
Демографічна структура станом на 31 березня 2011 року:
|          | Загалом | Допрацездатний вік | Працездатний вік | Постпрацездатний вік |
| -------- | ------- | ------------------ | ---------------- | -------------------- |
| Чоловіки | 98      | 24                 | 67               | 7                    |
| Жінки    | 92      | 26                 | 56               | 10                   |
| Разом    | 190     | 50                 | 123              | 17                   |